# Klášter Geghard
Klášter Geghard (arménsky: Գեղարդ) je architektonicky unikátní klášter v Arménii. Klášter byl založen již ve 3. století, hlavní kaple však byla vystavěna až v roce 1215. Přilehlé údolí Azat tvoří další dominantu celé krajiny.
Klášter je od roku 2000 zapsán společně s údolím na Seznamu světového dědictví UNESCO.